# لورنزو براون
لورنزو براون (انگلیسی: Lorenzo Brown؛ زادهٔ ۲۶ اوت ۱۹۹۰) بازیکن بسکتبال اهل ایالات متحده آمریکا است.
از باشگاه‌هایی که در آن بازی کرده‌است می‌توان به تورنتو رپترز، مینه‌سوتا تیمبرولوز، باشگاه بسکتبال ستاره سرخ بلگراد، باشگاه بسکتبال مردان فنرباغچه، فینیکس سانز، و فیلادلفیا سونتی‌سیکسرز اشاره کرد.
وی در مسابقات کشوری و بین‌المللی در مجموع برندهٔ ۱ مدال طلا شده‌است.